# ニック・テペッシュ
ニコラス・ジェームズ・テペッシュ（Nicholas James Tepesch, 1988年10月12日 - ）は、アメリカ合衆国・ミズーリ州カンザスシティ出身の元プロ野球選手（投手）。右投右打。

## 経歴
2007年のMLBドラフト28巡目（全体864位）でボストン・レッドソックスから指名されたが入団せず、ミズーリ大学コロンビア校に進学した。
2010年のMLBドラフト14巡目（全体436位）でテキサス・レンジャーズから指名され、プロ入り。
2013年4月9日のタンパベイ・レイズ戦でメジャーデビューを果たした。この年は19試合に登板し、4勝6敗・防御率4.84の成績を残した。
2014年2月26日にレンジャーズと1年契約に合意した。この年は先発ローテーション入りの可能性があったが、プレシーズン・ゲームで打ち込まれ、開幕はAAA級ラウンドロック・エクスプレスで迎えた。その後、5月にメジャー昇格を果たすと、調子の波があったものの、一定の先発登板の機会を得て23試合中22試合で先発で投げた。防御率は4.36と改善されたが、勝ち運に恵まれずに5勝11敗と大きく負け越した。
2015年は、メジャー・マイナーともに登板機会はなかった。12月2日にノンテンダーFAとなった。
2016年1月27日にマイナー契約で再契約した 。開幕はAAA級ラウンドロックで迎えた。6月5日に自由契約となった。6月6日にロサンゼルス・ドジャースとマイナー契約を結び、傘下のAAA級オクラホマシティ・ドジャースへ配属された。6月24日にメジャー契約を結んでアクティブ・ロースター入りした。同日のピッツバーグ・パイレーツ戦で先発したが、4回5失点で敗戦投手となり、翌日にはDFAとなった。6月27日にウェイバー公示を経てオークランド・アスレチックスへ移籍した。6月29日にマイナー・オプションでAAA級ナッシュビル・サウンズに配属され、7月15日にDFAとなった。7月18日にウェイバー公示を経てカンザスシティ・ロイヤルズへ移籍し、傘下のAAA級オマハ・ストームチェイサーズへ配属された。9月6日にDFA、16日に40人枠外となった。
2017年1月11日にミネソタ・ツインズとマイナー契約を結び、同年のスプリングトレーニングに招待選手として参加することになった。開幕は傘下のAAA級ロチェスター・レッドウイングスで迎え、4月24日にメジャー契約を結んでアクティブ・ロースター入りした。6月7日に自由契約となった。6月13日にツインズとマイナー契約を結び、AAA級ロチェスターに配属された。7月24日に金銭トレードで、トロント・ブルージェイズへ移籍し、翌25日に傘下のAAA級バッファロー・バイソンズへ配属された。8月9日にメジャー契約を結んでアクティブ・ロースター入りした。9月2日にDFAとなり、9日にマイナー契約に切り替わり、10月6日にFAとなった。
2018年3月3日に、ブルージェイズとマイナー契約を結んだ。8月9日に金銭トレードでデトロイト・タイガースに移籍したが、27日に解雇となる。
2019年3月19日に独立リーグ・アメリカン・アソシエーションのリンカーン・ソルトドッグスと契約。10試合に登板して6勝4敗の成績を挙げていたが、シーズン中の7月5日に現役引退を発表した。

## 詳細情報

### 年度別投手成績
| 年 度    | 球 団    | 登 板 | 先 発 | 完 投 | 完 封 | 無 四 球 | 勝 利 | 敗 戦 | セ 丨 ブ | ホ 丨 ル ド | 勝 率 | 打 者 | 投 球 回 | 被 安 打 | 被 本 塁 打 | 与 四 球 | 敬 遠 | 与 死 球 | 奪 三 振 | 暴 投 | ボ 丨 ク | 失 点 | 自 責 点 | 防 御 率 | W H I P |
| -------- | -------- | ----- | ----- | ----- | ----- | -------- | ----- | ----- | -------- | ----------- | ----- | ----- | -------- | -------- | ----------- | -------- | ----- | -------- | -------- | ----- | -------- | ----- | -------- | -------- | ------- |
| 2013     | TEX      | 19    | 17    | 0     | 0     | 0        | 4     | 6     | 0        | 0           | .400  | 407   | 93.0     | 100      | 12          | 27       | 3     | 7        | 76       | 0     | 0        | 53    | 50       | 4.84     | 1.37    |
| 2014     | TEX      | 23    | 22    | 0     | 0     | 0        | 5     | 11    | 0        | 0           | .313  | 537   | 126.0    | 128      | 15          | 44       | 2     | 7        | 56       | 1     | 0        | 66    | 61       | 4.36     | 1.37    |
| 2016     | LAD      | 1     | 1     | 0     | 0     | 0        | 0     | 1     | 0        | 0           | .000  | 19    | 4.0      | 7        | 1           | 0        | 0     | 0        | 3        | 0     | 0        | 5     | 5        | 11.25    | 1.75    |
| 2017     | MIN      | 1     | 1     | 0     | 0     | 0        | 0     | 1     | 0        | 0           | .000  | 13    | 1.2      | 5        | 1           | 2        | 0     | 0        | 2        | 0     | 0        | 7     | 1        | 5.40     | 4.20    |
| 2017     | TOR      | 3     | 3     | 0     | 0     | 0        | 1     | 1     | 0        | 0           | .500  | 67    | 14.0     | 17       | 5           | 7        | 1     | 3        | 7        | 0     | 0        | 8     | 8        | 5.14     | 1.71    |
| '17計    | TOR      | 4     | 4     | 0     | 0     | 0        | 1     | 2     | 0        | 0           | .333  | 80    | 15.2     | 22       | 6           | 9        | 1     | 3        | 9        | 0     | 0        | 15    | 9        | 5.17     | 1.98    |
| MLB：4年 | MLB：4年 | 47    | 44    | 0     | 0     | 0        | 10    | 20    | 0        | 0           | .333  | 1043  | 238.2    | 257      | 34          | 80       | 6     | 17       | 144      | 1     | 0        | 139   | 125      | 4.71     | 1.41    |

### 背番号
- 49（2013年）
- 23（2014年、2017年 - 同年途中）
- 48（2016年 - 同年途中）
- 46（2017年途中 - 同年9月）